# Wartrace
Wartrace is een plaats (town) in de Amerikaanse staat Tennessee, en valt bestuurlijk gezien onder Bedford County.

## Demografie
Bij de volkstelling in 2000 werd het aantal inwoners vastgesteld op 548.
In 2006 is het aantal inwoners door het United States Census Bureau geschat op 568, een stijging van 20 (3,6%).

## Geografie
Volgens het United States Census Bureau beslaat de plaats een oppervlakte van
1,8 km², geheel bestaande uit land. Wartrace ligt op ongeveer 336 m boven zeeniveau.

## Plaatsen in de nabije omgeving
De onderstaande figuur toont nabijgelegen plaatsen in een straal van 24 km rond Wartrace.